# Папа Бенедикт III
Папа Бенедикт III (латински: Benedictus III; умро 17. априла 858. године) је био 104. папа од 29. септембра 855. године до своје смрти.

## Биографија
Мало тога је познато о Бенедиктовом животу пре понтификата. Отац му се звао Петар. Рођен је у Риму, у Папској држави. Пре ступања на папску столицу био је кардинал манастира Сан Калисто. На тој функцији налазио се до избора за папу 855. године након смрти папе Лава IV. Био је образован и побожан. Изабран је након одбијања Хадријана кога су изабрали и свештеници и народ. Светоримски цар Лотар I (или његов наследник Луј II) су за папу предложили Анастасија Библиотекара. Међутим, становништво Рима је за папу одабрало Бенедикта. Бенедикт је од Луја успео да добије признање папске титуле, али је, за узврат, са Анастасијем морао поступити благо. Повукао је одлуке о екскомуникацији и именовао је Анастасија за главног папског библиотекара. 
Бенедикт је интервенисао у сукобу синова Лотара I, Лотара II, Карла од Провансе и Луја II италијанског. У односима са Цариградом био је чврст. Етелвулф од Весекса и његов син, будући краљ Алфред Велики, посетили су Рим током понтификата Бенедикта. Умро је 17. априла 858. године. Наследио га је папа Никола I Велики. 